# Rfam
Rfam je baza podataka koja sadrži informacije o familijama nekodirajućih RNK (ncRNK) i drugih strukturnih RNK elemenata. Ona je anotirana baza podataka otvorenog pristupa koju je originalno razvio Wellcome Trust Sanger Institute u kolaboraciji sa Janelia Farm, i koju trenutno održava Evropski bioinformatički institut. Rfam je dizajnirana na sličan način sa Pfam bazom podataka za anotaciju proteinskih familija.
Za razliku od proteina, ncRNK sekvence često imaju slične sekundarne strukture, mada njihove primarne strukture nisu slične. Rfam deli ncRNK sekvence u familije na bazi evolucije iz zajedničlig pretka. Poravnavanja višestrukih sekvenci (MSA) tih familija može da pruži uvid u njihovou strukturu i funkciju, kao što je to slučaj sa proteinskim familijama. MSA su postale još korisnije dodatkom sekundarne strukture. Rfam istraživači takođe doprinose vikipedijinoj inicijativi: RNA WikiProject.

## Spoljašnje veze
- Rfam Web site at the European Bioinformatics Institute
- INFERNAL software package
- miRBase